# HAT-P-5
HAT-P-5는 거문고자리에 있는, 지구에서 약 1,100광년 떨어져 있는 겉보기 등급 +12의 항성이다. 분광형은 G이고 질량은 태양의 약 116 퍼센트, 반지름은 태양보다 근소하게 더 크며, 표면 온도는 200 켈빈 더 뜨겁다. 나이는 26억 년 정도이다.

## 행성계
2007년 10월 9일 HAT-P-5 주변을 도는 행성 HAT-P-5 b를 통과법을 이용해 발견하였다는 보고서가 The Astrophysical Journal Letters에 제출되었다. 이 행성은 목성과 비슷한 가스 행성으로, 어머니 항성에 가까이 있는 ‘뜨거운 목성’으로 추측되며, 지름은 목성의 1.5배이며 질량은 거의 같다. 여기에서 구한 이 행성의 밀도는 0.66 ± 0.11 g/cm3이며, 궤도경사각은 86.75 ± 0.44°이다.

## 같이 보기
- HAT-P-6

## 참고 문헌
1. 1 2  “Notes for Planet HAT-P-5 b”. 《Extrasolar Planets Encyclopaedia》. 2007년 12월 9일에 원본 문서에서 보존된 문서. 2007년 10월 16일에 확인함.
2. 1 2  “Simbad Query Result”. 《Simbad》. 2007년 10월 16일에 확인함.
3. ↑  “HAT-P-5b: A Jupiter-like hot Jupiter Transiting a Bright Star”. 《fr.arxiv.org》. 2019년 6월 9일에 원본 문서에서 보존된 문서. 2008년 7월 11일에 확인함.